# Даджо, Клебер
Клебер Даджо (фр.  Kléber Dadjo; 12 августа 1914, Сиу, Тоголенд — 23 сентября 1988, Сиу, Того) — политический и военный деятель Тоголе́зской Респу́блики, председатель Комитета национального примирения, глава государства и правительства Того в январе-апреле 1967 года.

## Биография
Родился 12 августа 1914 года в Германском Того, в том же месяце захваченном и поделённом между собой Великобританией и Францией и принадлежал к народности кабье, хотя в печати иногда причислялся к народностям навде или лоссо. В период Второй мировой войны он служил в британской армии, а с 1945 года перешёл на службу в армию Франции и участвовал в военных действиях в Индокитае, а затем и в Алжире. К 1960 году, когда Того получило независимость, Клебер Даджо был единственным тоголезцем во французской армии, обладавшим высоким унтер-офицерским чином. Вернулся в Того, чтобы продолжить службу в национальной армии, был произведён в капитаны и стал командующим малочисленной Тоголезской гвардией (Garde Togolaise), силами обороны Того. После переворота 1963 года был назначен начальником военного кабинета президента Николаса Грюницкого. В чине подполковника, а затем и полковника оставался самым высокопоставленным военным республики.
После переворота 13 апреля 1967 года возглавил правящий Комитет национального примирения, заняв также посты министра иностранных дел и министра обороны. После отставки до 1968 года был министром юстиции, а в 1969 году ушёл на пенсию и вернулся в родной Сиу, где занял пост кантонального вождя.
В 2006 году правительство Фора Гнассингбе приняло решение о чествовании памяти бывших президентов страны Сильвануса Олимпио, Николаса Грюницкого и Клебера Даджо. Тогда же Авеню Nouvelle Marche в Ломе было переименовано в Авеню Клебера Даджо.